# Baños de Santiago

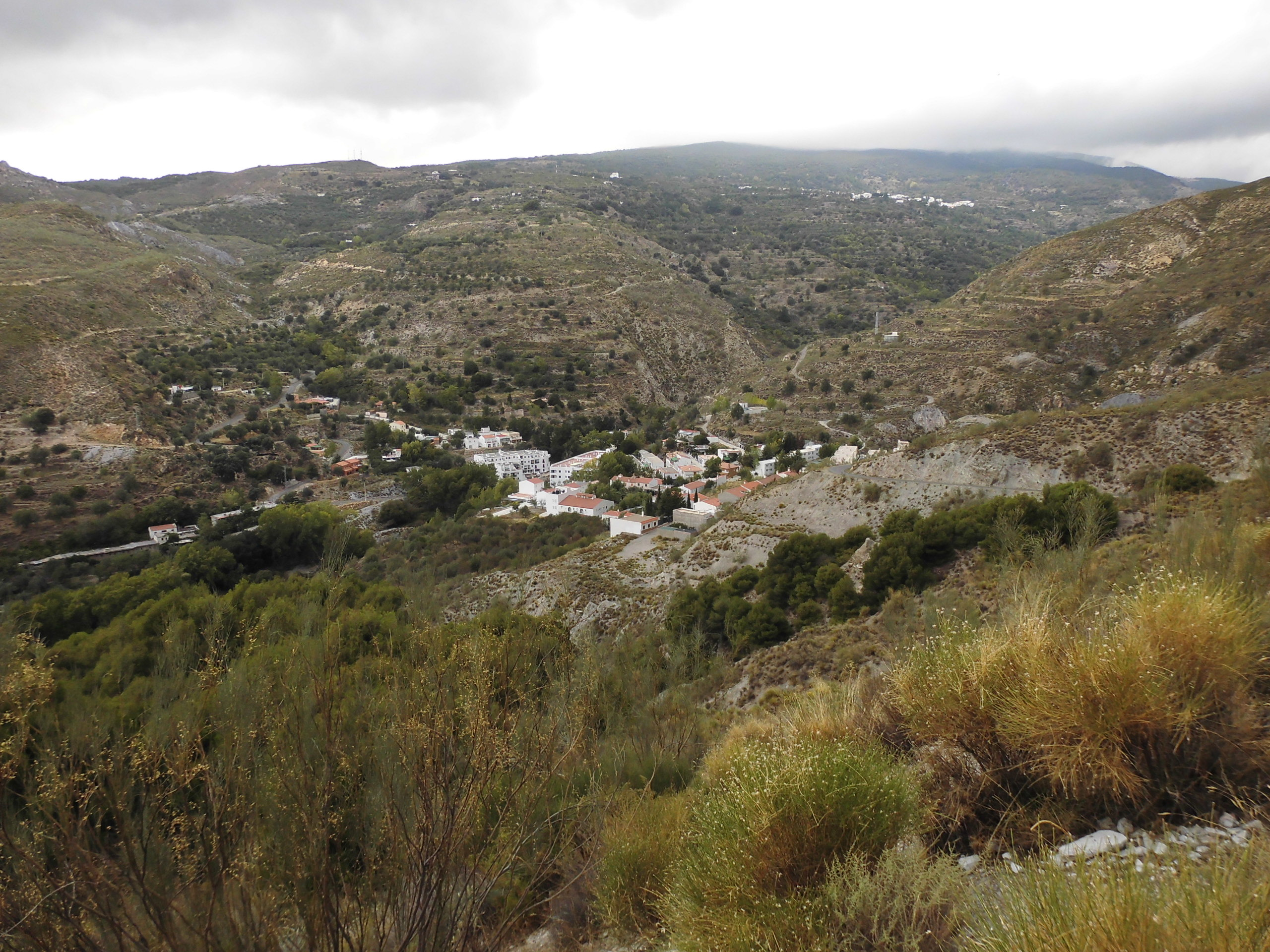
Vista de Baños de Santiago.

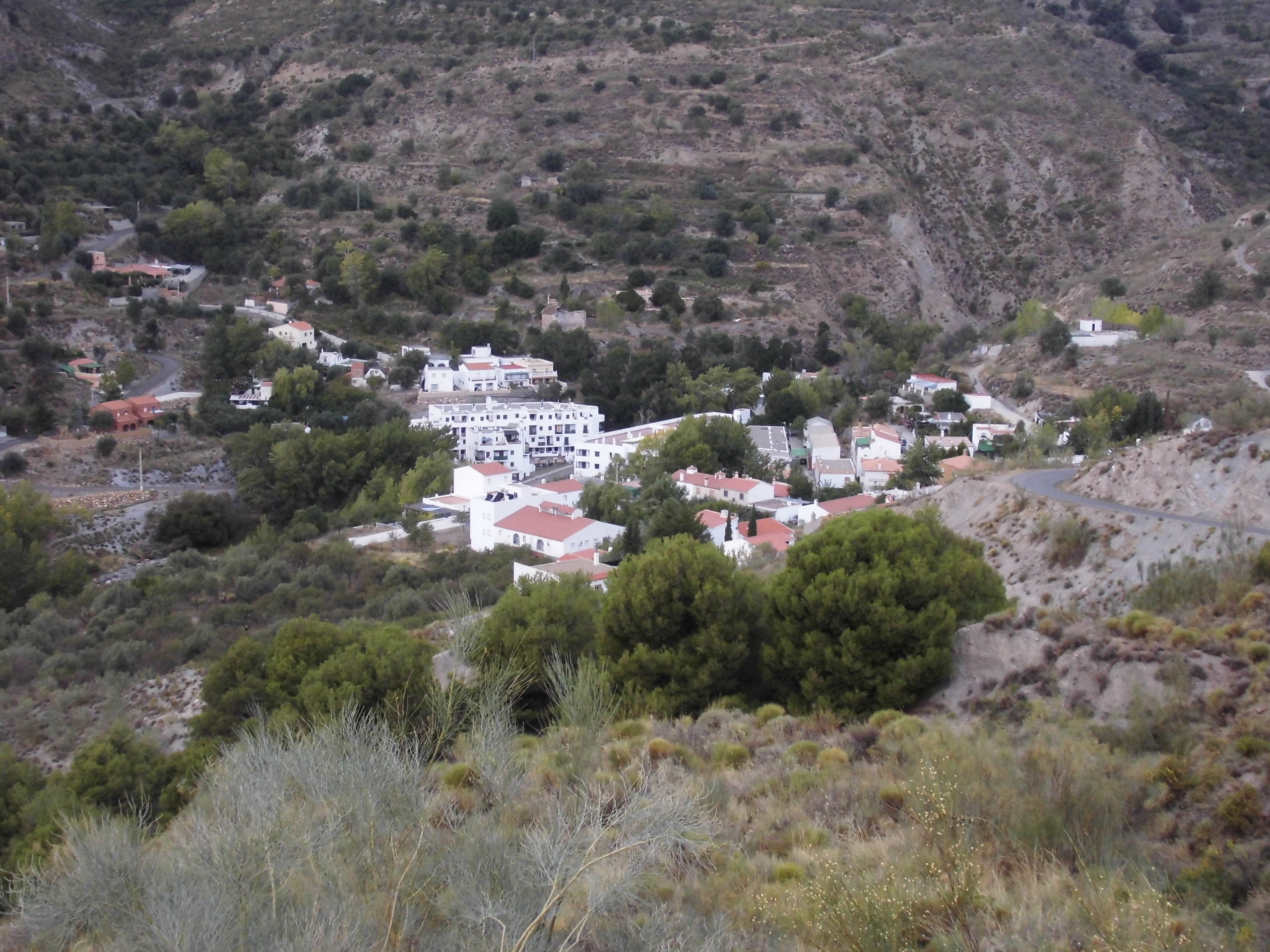
Fotografía de la pedanía de Paterna del río.

Baños de Santiago, también conocida como Guarros, es una pedanía española perteneciente al municipio de Paterna del Río, en la provincia de Almería. Está situada en la parte occidental de la comarca de la Alpujarra Almeriense. La aldea de Guarros se encuentra a unos 5 km de Paterna, río abajo, y destaca por sus aguas minero-medicinales gaseosas o ferruginosas (ricas en hierro) recomendadas para el tratamiento de enfermedades de la piel.

## Patrimonio Artístico y Monumental
- Iglesia de Nuestra Señora del Rosario, iglesia mudéjar de planta rectangular y techos artesonados de madera. Su estado, tras los derrumbes de 2009 y 2010, es muy precario y parecen haberla condenado a la desaparición.
- Yacimiento arqueológico con restos de baños musulmanes.

## Historia
Durante la Guerra de las Alpujarras, entre 1568 y 1570, el Marqués de Mondéjar derrotó a 4000 moriscos en Guarros en 1569. Abén Humeya huyó a Paterna del Río y después a las montañas. Los moriscos son derrotados en 1570 y expulsados de la zona. La repoblación de Paterna se realizó con unos 100 cristianos viejos procedentes de Galicia.

## Fiestas
- Fiestas patronales en honor de Santa Ana y de Santiago Apóstol, del 16 al 27 de julio.[5]

•   Fiestas en honor al Santísimo Cristo de la Expiración (agosto).